# Шкільна (зупинний пункт)
Шкільна́ — пасажирський залізничний зупинний пункт Одеської дирекції Одеської залізниці на лінії Слобідка — Побережжя.
Розташований у селищі Борщі Подільського району Одеської області між станціями Борщі (2 км) та Слобідка (10 км).
На платформі зупиняються приміські поїзди.